# Liste der Mitglieder der National Academy of Sciences/1872
Im Jahr 1872 wählte die National Academy of Sciences der Vereinigten Staaten 23 Personen zu ihren Mitgliedern.

## Neugewählte Mitglieder
- Henry L. Abbot (1831–1927)
- Henry James Clark (1826–1873)
- Josiah Cooke (1827–1894)
- Edward D. Cope (1840–1897)
- James Crafts (1839–1917)
- James Eads (1820–1887)
- F. A. Genth (1820–1893)
- James Hadley (1821–1872)
- Eugene Hilgard (1833–1916)
- J. Homer Lane (1819–1880)
- Theodor T. Lyman (1833–1897)
- Alfred M. Mayer (1836–1897)
- James Edward Oliver (1829–1895)
- Alpheus Packard (1839–1905)
- Raphael Pumpelly (1837–1923)
- Charles A. Schott (1826–1901)
- J. Lawrence Smith (1818–1883)
- William S. Sullivant (1803–1873)
- William Trowbridge (1828–1892)
- James H. Trumbull (1821–1897)
- Addison Verrill (1839–1926)
- Amos Worthen (1813–1888)
- Charles A. Young (1834–1908)